# Институт искусства реставрации
Институт искусства реставрации — высшее учебное заведение Москвы, готовящее специалистов в области реставрации. Является единственным вузом России полностью реставрационного профиля.

## История
Институт был основан заслуженным архитектором РФ Пруцыным Олегом Ивановичем в 1991 году и являлся вначале Высшей Реставрационной Школой. В процессе учебной работы были разработаны оригинальные методики обучения, собравшие в единую программу накопленный опыт в сфере реставрации архитектуры.

## Обучение
В преподавательский состав входят авторитетные практикующие архитекторы, реставраторы, а также высококвалифицированные специалисты в смежных с реставрацией дисциплинах.
Летняя практика проходит в таких исторических городах России, как Владимир, Ярославль и Санкт-Петербург, а также может включать в себя работу на реставрируемых объектах культурного наследия.

## Образовательные программы
Подготовка специалистов производится по двум основным направлениям:
Реставрация
квалификации:
- реставратор памятников архитектуры и архитектурной среды;
- реставратор живописи;
- реставратор скульптуры;
- реставратор графики;
- реставратор предметов декоративно-прикладного искусства;
- эксперт-менеджер объектов культурного наследия.

Реставрация и реконструкция архитектурного наследия
квалификация:
- архитектор-реставратор

При институте действуют подготовительные курсы для абитуриентов, а также имеется возможность пройти курс повышения квалификации и профессиональной переподготовки в дополнение к среднему и высшему профессиональному образованию.

## Участие в реставрационных проектах
Институт принимал участие в проектах по реставрации ряда культурных объектов, в частности: Дома Щепочкина в Дзержинском районе Калужской области, Преображенского храма в Полотняном Заводе Калужской области, старинных зданий в подмосковном Зарайске и др.